# Alvania aberrans
Alvania aberrans är en snäckart som först beskrevs av C. B. Adams 1850.  Alvania aberrans ingår i släktet Alvania och familjen Rissoidae. Inga underarter finns listade i Catalogue of Life.